# 율리아 슈테그너
율리아 슈테그너(Julia Stegner, 1984년 11월 2일 ~ )는 독일의 모델이다.